# Adam Skulski
Adam Skulski herbu Rogala – pisarz ziemski i grodzki warszawski w 1786 roku, burgrabia grodzki warszawski w 1775 roku.
W 1786 roku wybrany posłem na sejm z województwa mazowieckiego. W 1792 roku został kawalerem Orderu Świętego Stanisława.